# Carmen Lawrence
Carmen Lawrence (Northam, 2 maart 1948) was de vijfentwintigste en eerste vrouwelijke premier van West-Australië. Van 1994 tot 1996 was ze federaal minister. In 2004 was Lawrence de eerste vrouwelijke voorzitter van de Australian Labor Party.
Sinds 2018 is ze emeritus hoogleraar psychologie aan de Universiteit van West-Australië.

## Vroege jaren
Lawrence werd in 1948 in West-Australië geboren. Haar vader was Ernest Richard Lawrence, een landbouwer, en haar moeder Mary Norma Watson. Lawrence liep school aan het 'Dominican Ladies College' in Dongara, het 'Marian Convent' in Morawa en het 'Santa Maria College' in Attadale. Van 1965 studeerde ze psychologie aan de Universiteit van West-Australië. Lawrence behaalde er in 1968 de 'Bachelor of Psychology' met hoogste onderscheiding. Ze won vijf prijzen waaronder de 'Benjamin Rosenstamm Prize' voor economie in 1965, de 'British Psychological Society Prize' en de 'JA Wood Memorial Prize' in 1966 en 'HL Fowler Prize' in 1968.
Van 1969 tot 1971 werkte Lawrence als onderzoeksassistente. Van 1972 tot 1973 gaf ze voltijds les aan het departement psychologie van de Universiteit van Melbourne. Van 1974 tot 1978 gaf ze halftijds les aan het departement verpleegkunde van het 'Western Australian Institute of Technology' en werkte daarnaast als onderzoekspsychologe. In 1979 werd Lawrence voltijds senior lesgever aan het departement psychologie en gedragswetenschappen van de Universiteit van West-Australië. Van 1980 tot 1983 was ze er universitair docent. Ze behaalde er een PhD in 1983.
Lawrence werkte van 1983 tot 1986 als onderzoekster voor het departement gezondheid van de West-Australische overheid.

## Politieke carrière

### West-Australië
In 1978 werd Lawrence lid van de Australian Labor Party (ALP). Van 1982 tot 1987 was ze ondervoorzitster van de plaatselijke afdeling 'Subiaco–Wembley'. In 1983 nam ze deel aan de verkiezingen maar werd niet verkozen. In 1986 werd ze voor het kiesdistrict Subiaco in het West-Australische lagerhuis ('Legislative Assembly') verkozen. Ze zou tot 1994 in het lagerhuis zetelen.
In 1988 werd Lawrence, na premier Brian Burkes plotse vertrek, minister van onderwijs, en een jaar later ook minister van Aborigineszaken. In 1990 werd ook Burkes opvolger Peter Dowding, die deel uitmaakte van dezelfde factie binnen de ALP, door de partij opzijgeschoven. De partij duidde Lawrence, tegenstandster van de factie, als opvolger aan. Op 12 februari 1990 werd Lawrence de eerste vrouwelijke premier van West-Australië. Ze was daarenboven minister van financiën. Lawrence droeg als premier op verschillende tijdstippen ook verschillende andere ministeriële bevoegdheden waaronder die over etnische, multiculturele, gezins-, Aborigines-, en vrouwenzaken. Tijdens de verkiezingen van 1993 werd de ALP verslagen. De liberaal Richard Court volgde haar als premier op. Lawrence bleef nog tot 1994 oppositieleider waarna ze haar ontslag gaf.
Tijdens haar regeerperiode had Lawrence de handen vol met de gevolgen van het 'WA Inc'-schandaal. Onder haar twee voorgangers, Burke en Dowding, leken transacties tussen de overheid en de zakenwereld die niet door de beugel konden te hebben plaatsgevonden. De transacties leken gelinkt aan hoge stortingen in de partijkassen van de ALP en opzettelijk buiten de openbaarheid te zijn gehouden. Lawrence voelde zich genoodzaakt een koninklijke onderzoekscommissie in het leven te roepen om de zaak te onderzoeken. Burke zou later veroordeeld worden voor onregelmatigheden met reisvergoedingen. De bevindingen van de onderzoekscommissie droegen bij tot de verkiezingsnederlaag van de ALP in 1993.
Verder duwde Lawrence de 'Crime (Serious and Repeat Offenders) Sentencing Act' van 1992 door het parlement nadat West-Australië geconfronteerd werd met verscheidene dodelijke slachtoffers ten gevolge van joyriding. De effectiviteit van de strenge wet werd echter in twijfel getrokken en de wet daarom in 1994 geschrapt. Onder Lawrence werden een aantal projecten met betrekking tot het openbaar vervoer, waaronder de 'Joondalup Line', tot een goed einde gebracht en ingewijd. Vermoedelijk onder druk van de vakbonden werd gekozen om in plaats van een gascentrale een nieuwe kolencentrale nabij Collie te bouwen.

### Federaal
Bij een tussentijdse verkiezing voor het kiesdistrict Fremantle in maart 1994 werd Lawrence onverwacht verkozen voor het federale Huis van Afgevaardigden. Ze zou er tot november 2007 onafgebroken zetelen. Eind maart 1994 werd Lawrence federaal minister van humanitaire dienstverlening en van gezondheidszorg, en assisteerde eerste minister Paul Keating over vrouwenkwesties.
In maart 1996 verloor de ALP de federale verkiezingen en Keating ruimde plaats voor de liberaal John Howard. Lawrence werd schaduwminister over verschillende bevoegdheden op verschillende tijdstippen. In 1997 werd ze in de zaak Easton door een koninklijke commissie van meineed beschuldigd. In 1999 werd ze echter vrijgesproken. In 2004 werd Lawrence de eerste vrouwelijke voorzitter van de ALP; de eerste voorzitter ooit ook, die door middel van verkiezingen werd verkozen.
Lawrence maakte ook deel uit van een aantal vaste commissies, waaronder van 2002 tot 2007 van de 'Standing Committee on Aboriginal and Torres Strait Islander Affairs' en van 2004 tot 2007 van de 'Joint Standing Committee on Migration'.

## Verdere carrière
Na haar politieke carrière werd Lawrence 'Professorial Fellow' in de 'School of Psychology' aan de Universiteit van West-Australië. Van juni 2010 was ze vijf jaar lang voorzitster van de 'Australian Heritage Council'.
Van 2010 tot 2018 was Lawrence directrice van het 'Centre for the Study of Social Change' aan de 'School of Psychological Science' van de Universiteit van West-Australië. Sinds 2018 is ze er emeritus hoogleraar.

## Erkenning
In 2022 werd Lawrence benoemd tot officier in de Orde van Australië.
- Australian Women's Register: AWE0238b
- Gemeinsame Normdatei: 171429184
- International Standard Name Identifier: 0000 0000 6404 0029
- Library of Congress Control Number: nb2007011725
- Trove: 508700
- Virtual International Authority File: 63535278
- WorldCat: E39PBJjt6Cj3mVWJDkpBtc3hHC